# トム・トムソン
トム・トムソンとして知られるトーマス・ジョン・トムソン（Tom Thomson、 Thomas John Thomson、1877年8月5日 - 1917年7月8日）は、カナダのイラストレーター、画家である。カナダの風景画家のグループ、グループ・オブ・セブンを結成することになる画家たちのなかで活動したが、1917年に39歳で事故死した。

## 略歴
オンタリオ州クレアモント(Claremont)の農家の10人兄弟の6番目の子供に生まれた。父親や家族と魚釣りや狩猟やハイキングをして育ち、泳ぎや釣りが得意になった。いくつかの仕事をした後、1901年にチャタム市のビジネス学校で、商業美術を学び、1902年からシアトルの学校に移り、卒業後は、広告会社のデザイナー、版画家の仕事に就いた。1905年の夏にトロントに移り、1908年か1909年に美術出版の会社、Grip Ltd.に雇われた。この会社では後にカナダの風景画家のグループ、グループ・オブ・セブンのメンバーとして活動することになるJ・E・H・マクドナルドが働いていた。マクドナルドは会社のスタッフに技術を磨くために戸外に写生に出て、風景画を描くように勧めていた。Grip Ltd.には1910年代の初めに、フレデリック・ヴァーリー (Frederick Varley) やフランクリン・カーマイケル (Franklin Carmichael) といったグループ・オブ・セブンのメンバーとなる画家たちも雇われた。その後、J・E・H・マクドナルドは風景画家の道に進み、1912年にトムソンと同僚の画家たちは別の出版会社に移った。1912年秋にトムソンはマクドナルから美術愛好家の医師ジェームズ・マッカラムを紹介され、マッカラムに説得されて、出版会社を辞めてマッカラムから支援を受けて画家として活動することになった。1913年にオンタリオ美術家協会(Ontario Society of Artists)の展覧会に出展し、出展した風景画はオンタリオ政府に買い上げられた。
1914年から亡くなる1917年まで、トムソンはカナダの各地でキャンプをし、釣りや狩猟をしながら風景スケッチし冬にトロントで油絵に仕上げた。
1917年7月8日に、トムソンはアルゴンキン州立公園のカヌー湖で、カヌー旅行中に行方不明となり、夕方遅く空のカヌーが発見され、8日後、遺体が湖で発見された。事故の原因は特定されず、殺人や自殺であるという臆測もあった。亡くなったのは40歳になる少し前であった。
トムソンの友人たちによって美術グループ、グループ・オブ・セブンが結成されて活動するのはトムソンが亡くなった後の1920年からである。

## 作品

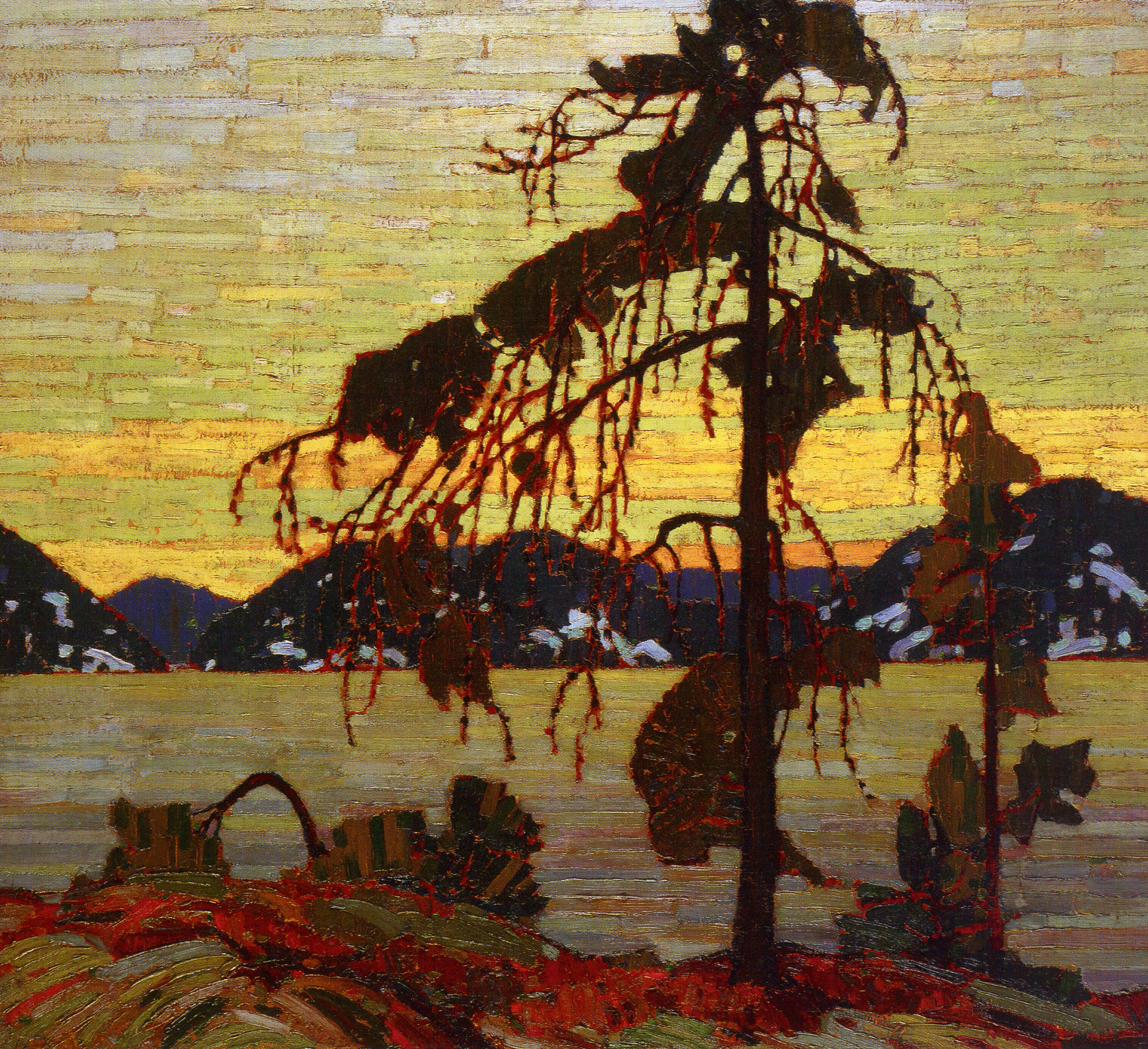
Jackpine
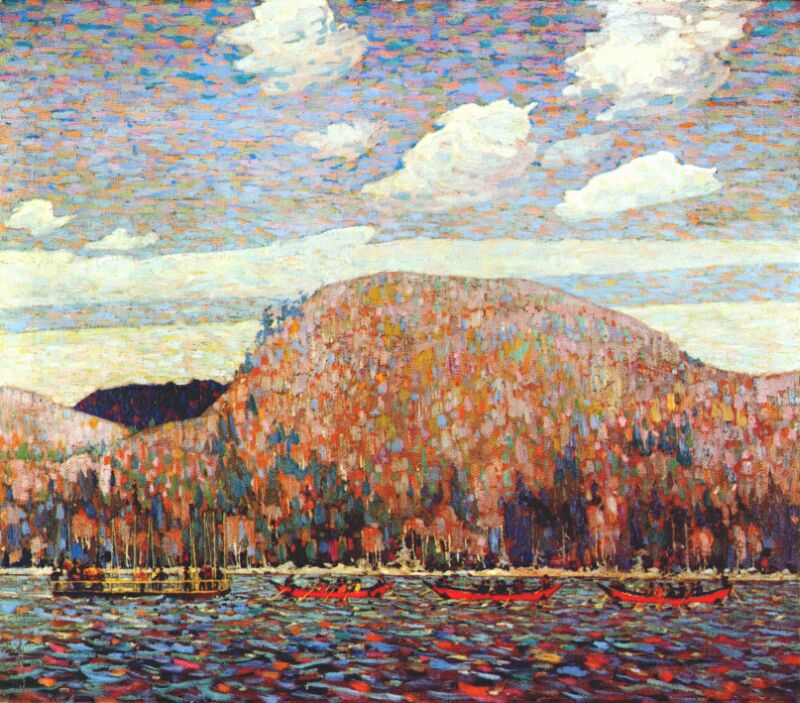
The Pointers
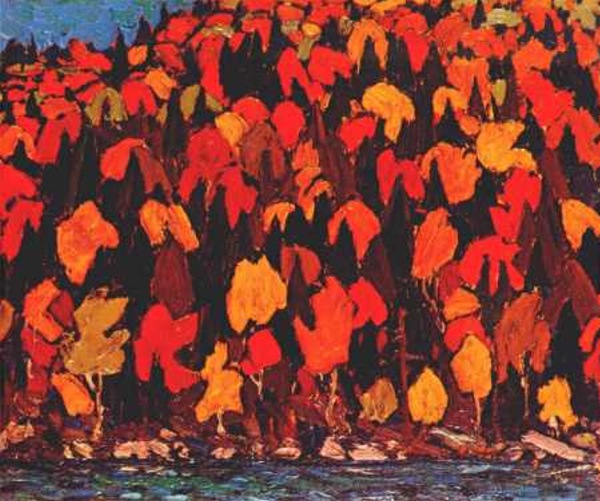
Autumn Foliage
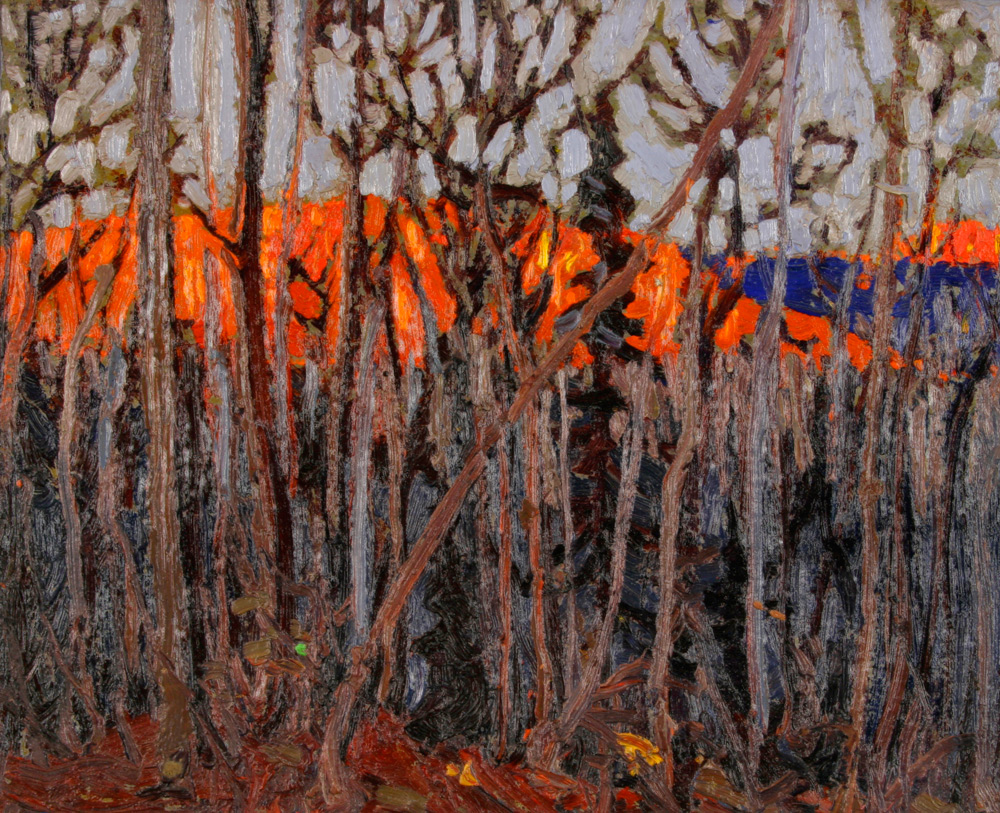
Algonquin Park
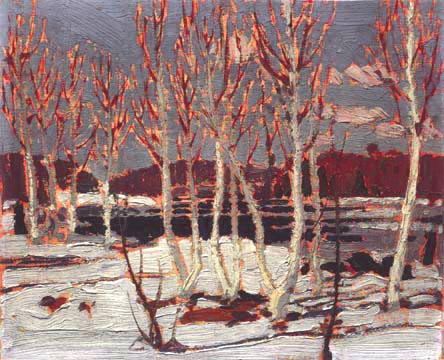
April In Algonquin Park
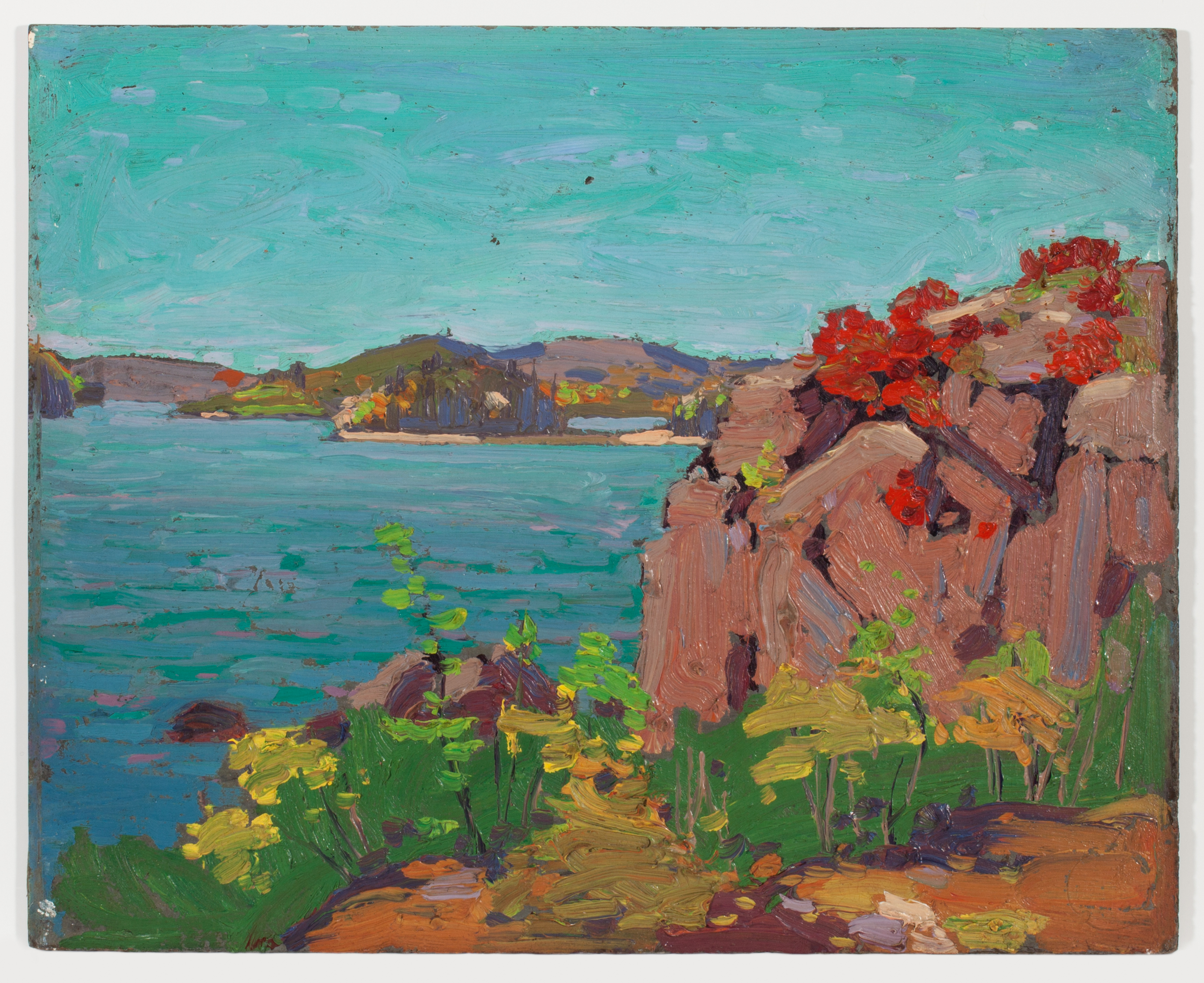
Spring Lake
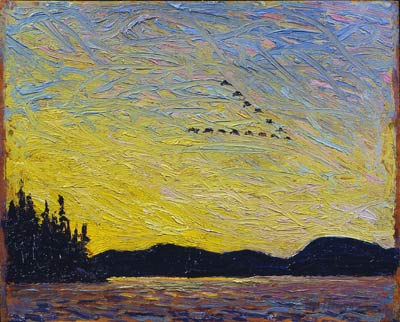
Round the Lake
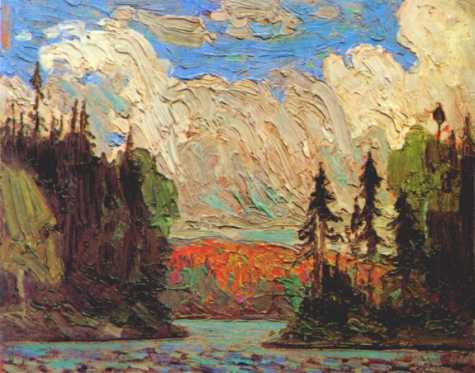
Black Spruce in Autumn
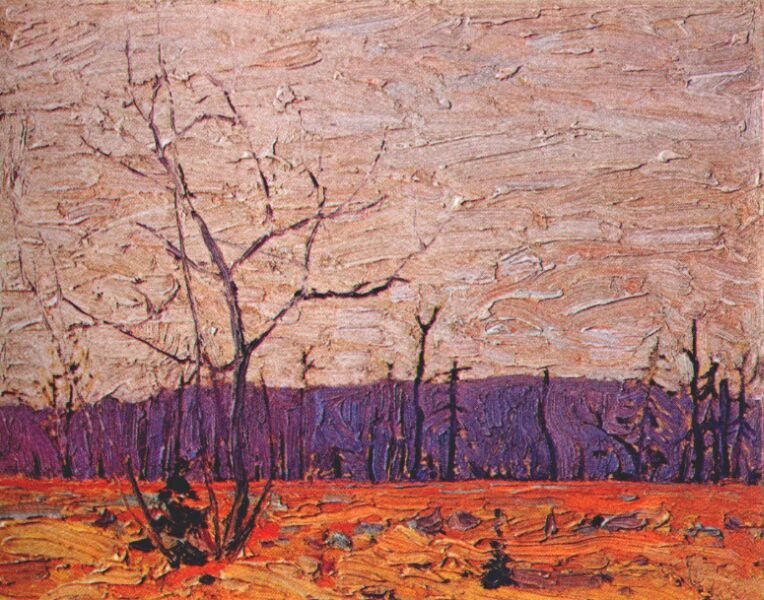
Sombre Day
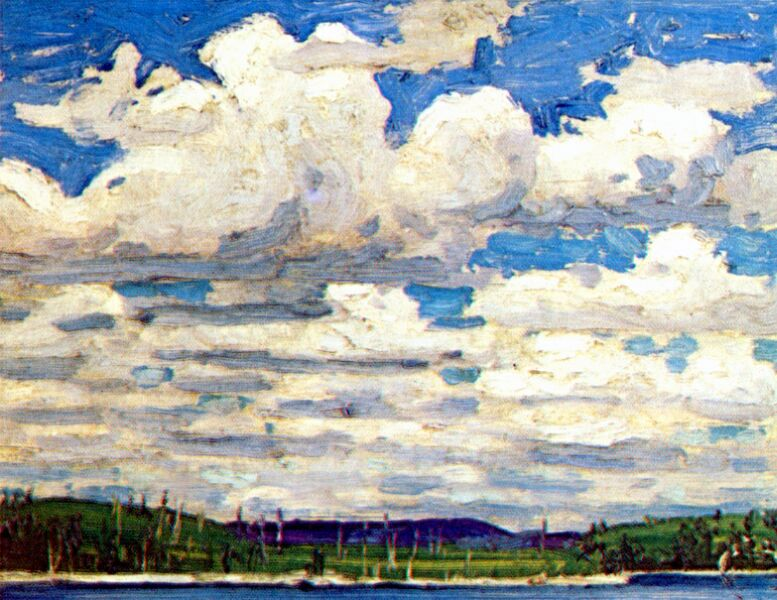
Summer Day